# 1924 en arts plastiques
| Années des arts plastiques : 1921 - 1922 - 1923 - 1924 - 1925 - 1926 - 1927    |
| Décennies des arts plastiques : 1890 - 1900 - 1910 - 1920 - 1930 - 1940 - 1950 |

Cette page concerne l'année 1924 en arts plastiques.

## Événements
- Publication du Manifeste du surréalisme par André Breton.

## Naissances
- 2 janvier : Roberto Sambonet, designer, architecte et peintre italien († 28 novembre 1995),
- 6 janvier : Serge de Turville, peintre français († 22 septembre 2005),
- 10 janvier : Eduardo Chillida, sculpteur espagnol († 19 août 2002),
- 26 janvier : Antoon Catrie, peintre belge († 5 juin 1977),
- 28 janvier : 
  - Marcel Broodthaers, peintre et poète belge († 28 janvier 1976),
  - Roland Dubuc, peintre et sculpteur français († 27 février 1998),
- 7 février : Ramón Oviedo, peintre dominicain († 12 juillet 2015),
- 15 février : Jiří Šlitr, compositeur, pianiste, chanteur, acteur et peintre tchécoslovaque († 26 décembre 1969),
- 19 février :
  - Renzo Vespignani, graveur, écrivain, scénographe, illustrateur et peintre italien († 26 avril 2001),
  - František Vláčil, réalisateur, scénariste, peintre et artiste graphique tchécoslovaque puis tchèque († 28 janvier 1999),
- 6 mars : Vincent Rossell, peintre et photographe français († 20 mai 2009),
- 19 mars : Claude Roederer, peintre, dessinateur, illustrateur et décorateur de pièces de théâtre français († 24 juin 1988),
- 20 mars : Arthur Van Hecke, peintre et lithographe français († 25 janvier 2003),
- 22 mars : Vangel Naumovski, peintre macédonien († 13 juin 2006),
- 27 mars : Vera Scholz von Reitzenstein, sculptrice germano-suisse († 21 août 2018),
- 29 mars : Victor Laks, peintre français († 27 juillet 2011),
- 30 mars : Serge Vandercam, photographe, peintre et sculpteur belge († 10 mars 2005),
- 2 avril : Giuseppe Zigaina, peintre néorealiste italien († 16 avril 2015),
- 10 avril : John Levee, peintre américain († 18 janvier 2017),
- 16 avril : Antoine de Vinck, céramiste et sculpteur belge († 13 mai 1992),
- 17 avril : Earl Norem, peintre et illustrateur américain († 19 juin 2015),
- 26 avril : Jože Ciuha, peintre slovène († 12 avril 2015),
- 27 avril : René Laubiès, peintre français († 13 novembre 2006),
- ? avril : Zoubeir Turki, peintre et sculpteur tunisien († 23 octobre 2009),
- 10 mai : André Mészáros, peintre français d'origine hongroise († 14 novembre 2005),
- 17 mai : Pierre-Henry, peintre figuratif français († 10 novembre 2015),
- 25 mai : Gabriel Paris, peintre et décorateur de cinéma français († 31 janvier 2000),
- 29 mai : Behjat Sadr, peintre iranienne († 10 août 2009),
- 17 juin : André Bouler, peintre français († 3 juillet 1997),
- 18 juin : Charles Cottet, peintre suisse († 4 septembre 1987),
- 20 juin : Fritz Koenig, sculpteur allemand († 22 février 2017),
- 26 juin : Roger Forissier, peintre et graveur français († 5 décembre 2003),
- 30 juin : Françoise Adnet,  peintre française († 9 mars 2014),
- 2 juillet : Pierre Morosini, peintre français († 13 octobre 2009),
- 4 juillet : Marcel Peltier, peintre et lithographe français († 26 janvier 1998),
- 10 juillet : Roger-Edgar Gillet, peintre et graveur français († 2 octobre 2004),
- 11 juillet : Bertina Lopes, peintre et sculptrice mozambicaine († 10 février 2012),
- 14 juillet : Édouard Righetti, graveur, dessinateur et peintre français († 20 décembre 2001),
- 16 juillet : Luc Simon, peintre français († 6 novembre 2011),
- 17 juillet : Dương Bích Liên, peintre vietnamien († 12 décembre 1988),
- 21 juillet : Yves Faucheur, peintre, décorateur et costumier de théâtre français († 1er mars 1985),
- 24 juillet : Philippe Morisson, peintre, auteur de collages et graveur (lithographe et aquafortiste) abstrait géométrique français († 28 décembre 1994),
- 27 août : Paolo Piffarerio, dessinateur de bande dessinée italien († 30 juin 2015),
- 28 août : Bronisław Kierzkowski, peintre polonais († 21 mai 1993),
- 30 août : Tonia Cariffa, peintre et graveuse française,
- 31 août : Danièle Perré, peintre française († 7 mai 2009),
- 3 septembre : Carlos Cañas, peintre salvadorien († 14 avril 2013),
- 6 septembre : Mario De Donà, graphic designer, peintre, dessinateur, graveur et affichiste italien († 21 mars 2009),
- 13 septembre : Gilles Valdès, illustrateur français († 23 février 2018),
- 14 septembre : Manabu Mabe, peintre nippo-brésilien († 22 septembre 1997),
- 15 septembre : Lucebert, poète, peintre et dessinateur néerlandais († 10 mai 1994),
- 21 septembre : Jean Ricardon, peintre français († 2 avril 2018),
- 2 octobre : François Arnal, peintre français († 28 octobre 2012),
- 9 octobre : Carla Accardi, peintre italienne († 23 février 2014),
- 11 octobre : Pierre Patureau, peintre français († 1er mars 2020),
- 13 octobre : Kimura Risaburo, artiste graveur japonais († 17 mai 2014),
- 26 octobre : Koizumi Junsaku, peintre et potier japonais († 9 janvier 2012),
- 31 octobre : Enrico Baj, peintre talien († 16 juin 2003),
- 4 novembre : Francis Meunier, peintre surréaliste français († 3 avril 1995),
- 5 novembre : Alice Colonieu, céramiste, sculptrice et peintre française († 16 juillet 2010),
- 15 novembre : Philippe Lejeune, peintre français († 24 avril 2014),
- 17 novembre : Karl Kvaran, peintre et dessinateur islandais († 9 août 1989),
- 18 novembre : Jean Chevolleau, peintre français († 20 novembre 1996),
- 27 novembre : Naftali Bezem, peintre, sculpteur, illustrateur et lithographe israélien († 2 octobre 2018),
- 3 décembre : Pierre Michel, peintre suisse († 28 mars 2009),
- 16 décembre : Jerzy Skarżyński, peintre, décorateur, scénographe de théâtre et de cinéma, illustrateur et enseignant polonais († 7 janvier 2004),
- 19 décembre : Gust Graas, homme d'affaires et peintre luxembourgeois († 19 février 2020),
- 21 décembre : Robert Saint-Cricq, peintre, lithographe et sculpteur français († 4 avril 2020),
- 25 décembre : Georges Noël, peintre, sculpteur et dessinateur français († 26 novembre 2010),
- ? :
  - Barnabus Arnasungaaq, sculpteur canadien inuit († 21 septembre 2017),
  - Mikhaïl Bogatyrev, peintre soviétique puis russe († 1999),
  - Jean Adrien Caire, peintre français († 1999),
  - Geneviève Couteau, peintre, dessinatrice, graveuse et décoratrice de théâtre française († 17 décembre 2013),
  - Jacques Doucet, peintre de l'abstraction lyrique français, cofondateur et membre du mouvement CoBrA († 13 mars 1994),
  - Ghislain Dussart, photographe et peintre français († 1996),
  - Kanayama Akira, peintre japonais († 2006),
  - Zuka, peintre américaine († 18 décembre 2016).

## Décès
- 2 janvier : Paul Renouard, peintre, dessinateur, graveur, lithographe et illustrateur français (° 5 novembre 1845),
- 15 janvier : Victor Binet, peintre français (° 17 mars 1849),
- 16 janvier : Charles Rouvière, peintre paysagiste français (° 8 novembre 1866),
- 19 janvier :
  - Emil Adam, peintre allemand (° 20 mai 1843),
  - Christian Skredsvig, peintre et écrivain norvégien (° 12 mars 1854),
- 23 janvier : James Wilson Morrice, peintre canadien (° 1865),
- 24 janvier : Fernande de Mertens, peintre franco-belge (° 9 mai 1850),
- 2 février : Julie de Graag, aquarelliste, graveuse, dessinatrice et peintre néerlandaise (° 18 juillet 1877),
- 8 février : Eugène Charvot, peintre français (° 11 février 1847),
- 11 février : Jean-François Raffaëlli, peintre, sculpteur et graveur français (° 20 avril 1850),
- 21 février : Carl Ludwig Christoph Douzette, peintre allemand (° 25 septembre 1834),
- 22 février : Charlotte Wahlström, peintre suédoise (° 17 novembre 1849),
- 7 mars : Albert Charpin, peintre français (° 30 janvier 1842),
- 8 mars : Pietro Volpes, peintre italien (° 28 octobre 1827),
- 10 mars : Adolfo Feragutti Visconti, peintre suisse-italien (° 25 mars 1850),
- 18 mars : Marie Cazin, peintre et sculptrice française (° 19 septembre 1844),
- 2 avril : Maxmilián Pirner, peintre et enseignant austro-hongrois puis tchécoslovaque (° 13 février 1854),
- 22 avril : Fortuné Mollot, peintre français (° 4 novembre 1845),
- 23 mai : Joseph-Jean-Félix Aubert, peintre français (° 20 août 1849),
- 25 mai : Lioubov Popova, styliste et peintre russe puis soviétique (° 6 mai 1889),
- 27 mai : Paul Schaan, peintre français (° 5 février 1857),
- ? mai : Anna Palm de Rosa, peintre suédoise (° 25 décembre 1859),
- 5 juin : Émile Noirot, peintre français (° 5 juin 1853),
- 11 juin : Edmond de Palézieux, peintre suisse (° 20 juillet 1850),
- 14 juin : Émile Claus, peintre belge (° 27 septembre 1849),
- 18 juin : Giuseppe De Sanctis, peintre italien (° 21 juin 1858),
- 22 juin : Pharaon de Winter, peintre français (° 17 novembre 1849),
- 8 juillet : Paul Steck, peintre, compositeur, librettiste et fonctionnaire français (° 27 mai 1866),
- 10 juillet : Þórarinn Þorláksson, peintre islandais (° 14 février 1867),
- 15 juillet : Kuroda Seiki, peintre japonais (° 9 août 1866),
- 16 juillet : Marius Borgeaud, peintre suisse (° 21 septembre 1861),
- 23 juillet : Michel Samanos, peintre, graveur et caricaturiste français (° 4 janvier 1876),
- 26 juillet : Charles Bertier, peintre paysagiste français (° 1er octobre 1860),
- 30 juillet : Marcel de Chollet, peintre suisse (° 26 octobre 1855),
- 14 août : Fernand Legout-Gérard, peintre de la Marine français (° 29 octobre 1856),
- 28 août :
  - Léon Bonhomme, peintre français (° 1870),
  - Auguste Desch, peintre et graveur français (° 18 février 1877),
- 29 août : Francis Barraud, peintre britannique (° 16 juin 1856),
- 2 septembre : Paul-Eugène Mesplès, peintre, caricaturiste, musicien, illustrateur, lithographe, graveur et chansonnier français (° 7 juillet 1849),
- 8 septembre : Henri-Georges Chartier, peintre français (° 25 février 1859),
- 9 septembre : Aimé Ponson, peintre français (° 22 mai 1850),
- 12 septembre : Giulio Cantalamessa, peintre et critique d'art italien (° 1er avril 1846),
- 2 octobre : Guillaume Seignac, peintre français (° 25 septembre 1870),
- 3 octobre : Charles Moreau-Vauthier, peintre, historien de l'art et écrivain français (° 5 juin 1857),
- 8 octobre : Louise Rayner, aquarelliste britannique (° 21 juin 1832),
- 10 octobre : Lucien Mouillard, historien et peintre français (° 6 novembre 1841),
- 16 octobre : Paul-Louis Delance, peintre français (° 14 mars 1848),
- 26 octobre : Alexandre Makovski, peintre et graphiste russe puis soviétique, académicien et professeur à l'Académie russe des beaux-arts (° 24 mars 1869),
- 27 octobre : Abraham Ángel, peintre mexicain (° 7 mars 1905),
- 28 octobre : Alfredo Savini, peintre italien (3 avril 1868),
- 31 octobre : Jeanne Guérard-Gonzalès, peintre française (° 1856),
- 6 novembre : Kamil Vladislav Muttich, peintre et illustrateur austro-hongrois puis tchécoslovaque (° 10 février 1873),
- 7 novembre : Hans Thoma, peintre allemand (° 2 octobre 1839),
- 9 novembre : Manuel Luque, peintre, dessinateur, caricaturiste et lithographe espagnol (° 1854),
- 15 novembre : Jakub Schikaneder, peintre bohémien puis tchécoslovaque (° 27 février 1855),
- 18 novembre : Marius Vasselon, peintre français (° 20 juin 1841),
- 25 novembre : Jules Worms, peintre, graveur et illustrateur français (° 16 décembre 1832),
- 5 décembre :
  - Louis-Jules Dumoulin, peintre français (° 12 octobre 1860),
  - Charles Léon Méry, peintre français (° 2 février 1860),
- 15 décembre : Jean Geoffroy, peintre et illustrateur français (° 1er mars 1853),
- 21 décembre : Maurice Courant, peintre français (° 8 novembre 1847),
- 27 décembre : Léon Bakst, peintre russe (° 10 mai 1866),
- 31 décembre : Tomioka Tessai, peintre japonais (° 25 janvier 1837),
- ? :
  - Franck Bail, peintre français (° 15 août 1858),
  - Pierre Bellet, peintre et graveur français (° 1865),
  - Camille Bourget, peintre et graveur français (° 1861),
  - Gaetano Capone, peintre italien (10 juin 1845),
  - Hortense Dury-Vasselon, peintre française (° 1860),
  - Alice Russell Glenny, peintre et affichiste américaine (° 2 septembre 1858),
  - Guillaume Seignac, peintre français de l'École d'Écouen (° 1870),
  - Édouard François Zier, peintre et illustrateur français (° 1856).